# Catocala duplicata
Catocala duplicata là một loài bướm đêm thuộc họ Erebidae. Nó được tìm thấy ở Hàn Quốc và Nhật Bản (Hokkaido, Honshu, Shikoku và Kyushu).
Sải cánh dài khoảng 47 mm.